# Svátove
Svátove (en ucraniano: Сватове, en ruso: Сватово, romanizado: Svátovo) es una ciudad ucraniana perteneciente al óblast de Lugansk. Situada en el este del país, sirve como centro administrativo del raión de Svátove y centro del municipio homónimo.
La ciudad se encuentra ocupada por Rusia desde el 6 de marzo de 2022, siendo administrada como parte de la de facto República Popular de Lugansk.

## Geografía
Svátove se encuentra a orillas del río Krasna, un afluente del Donets, en la región histórica de Ucrania Libre. La ciudad está ubicada en el norte del óblast de Lugansk y a 160 km al noroeste de la ciudad de Lugansk.

### Clima
La ciudad de Svátove tiene un clima cálido continental, moderadamente árido, con veranos calurosos y secos, inviernos fríos y sin nieve con deshielos frecuentes.
| Parámetros climáticos promedio de Svátove (1981–2010) | Parámetros climáticos promedio de Svátove (1981–2010) | Parámetros climáticos promedio de Svátove (1981–2010) | Parámetros climáticos promedio de Svátove (1981–2010) | Parámetros climáticos promedio de Svátove (1981–2010) | Parámetros climáticos promedio de Svátove (1981–2010) | Parámetros climáticos promedio de Svátove (1981–2010) | Parámetros climáticos promedio de Svátove (1981–2010) | Parámetros climáticos promedio de Svátove (1981–2010) | Parámetros climáticos promedio de Svátove (1981–2010) | Parámetros climáticos promedio de Svátove (1981–2010) | Parámetros climáticos promedio de Svátove (1981–2010) | Parámetros climáticos promedio de Svátove (1981–2010) | Parámetros climáticos promedio de Svátove (1981–2010) |
| Mes                                                   | Ene.                                                  | Feb.                                                  | Mar.                                                  | Abr.                                                  | May.                                                  | Jun.                                                  | Jul.                                                  | Ago.                                                  | Sep.                                                  | Oct.                                                  | Nov.                                                  | Dic.                                                  | Anual                                                 |
| ----------------------------------------------------- | ----------------------------------------------------- | ----------------------------------------------------- | ----------------------------------------------------- | ----------------------------------------------------- | ----------------------------------------------------- | ----------------------------------------------------- | ----------------------------------------------------- | ----------------------------------------------------- | ----------------------------------------------------- | ----------------------------------------------------- | ----------------------------------------------------- | ----------------------------------------------------- | ----------------------------------------------------- |
| Temp. máx. media (°C)                                 | -1.6                                                  | -1.0                                                  | 5.3                                                   | 15.5                                                  | 22.3                                                  | 26.1                                                  | 28.2                                                  | 27.6                                                  | 21.2                                                  | 13.3                                                  | 4.7                                                   | -0.5                                                  | 13.4                                                  |
| Temp. media (°C)                                      | -4.5                                                  | -4.6                                                  | 0.8                                                   | 9.4                                                   | 15.6                                                  | 19.5                                                  | 21.5                                                  | 20.3                                                  | 14.5                                                  | 8.0                                                   | 1.3                                                   | -3.3                                                  | 8.2                                                   |
| Temp. mín. media (°C)                                 | -7.3                                                  | -7.8                                                  | -2.8                                                  | 4.0                                                   | 9.0                                                   | 13.3                                                  | 15.1                                                  | 13.5                                                  | 8.7                                                   | 3.6                                                   | -1.6                                                  | -6.0                                                  | 3.5                                                   |
| Precipitación total (mm)                              | 42.1                                                  | 38.6                                                  | 33.4                                                  | 34.9                                                  | 50.5                                                  | 62.8                                                  | 53.5                                                  | 39.3                                                  | 50.3                                                  | 39.3                                                  | 44.8                                                  | 42.9                                                  | 532.4                                                 |
| Días de precipitaciones (≥ 1.0 mm)                    | 9.5                                                   | 8.1                                                   | 7.7                                                   | 6.8                                                   | 7.7                                                   | 8.3                                                   | 7.2                                                   | 4.6                                                   | 6.2                                                   | 5.8                                                   | 7.0                                                   | 8.7                                                   | 87.6                                                  |
| Humedad relativa (%)                                  | 84.2                                                  | 81.8                                                  | 77.4                                                  | 65.1                                                  | 61.3                                                  | 65.3                                                  | 65.7                                                  | 63.9                                                  | 69.6                                                  | 76.4                                                  | 84.1                                                  | 84.9                                                  | 73.3                                                  |
| Fuente: World Meteorological Organization             |                                                       |                                                       |                                                       |                                                       |                                                       |                                                       |                                                       |                                                       |                                                       |                                                       |                                                       |                                                       |                                                       |

## Historia
La ciudad fue fundada en el valle de Krasna alrededor de 1660 por colonos cosacos y primero se llamó Svatova Lutshka (en ucraniano: Сватова Лучка), desde 1825 Novokaterinoslav (en ucraniano: Новокатеринослав). El desarrollo de la ciudad fue ayudado por la estación de tren construida entre 1894 y 1895 en la línea ferroviaria Kúpiansk-Lisichansk.
Tras la caída del Imperio ruso, Novokaterinoslav estuvo brevemente en manos de la República Popular de Ucrania, hasta que pasó a ser parte de la URSS. El nombre de la ciudad se renombró como Svátove en 1923 y se convirtió en ese mismo año en el centro del distrito. Un periódico local se ha publicado en la ciudad desde septiembre de 1931. Svátove recibió el estatus de ciudad en 1938.
Durante la Segunda Guerra Mundial, la ciudad fue ocupada por las tropas alemanas del 9 de julio de 1942 al 31 de enero de 1943, cuando fue liberada en la ofensiva de Voroshilovgrado.
Después de la proclamación de la República Popular de Lugansk separatista el 27 de abril de 2014, el óblast de Lugansk se convirtió en un campo de batalla de la guerra del Dombás. Svátove permaneció bajo el control del gobierno ucraniano y el pseudorreferéndum separatista del 11 de mayo sobre la independencia no se celebró en la ciudad.
En la noche del 30 de septiembre de 2014, un monumento a Lenin fue derribado en la ciudad. Entre el 29 y el 30 de octubre de 2015, dos personas murieron y ocho resultaron heridas como resultado de explosiones provocadas por un incendio en el depósito de municiones en Svátove.
Durante la invasión rusa de Ucrania, Svátove fue ocupada el 6 de marzo de 2022 por las fuerzas rusas y de la RPL. Tras una gran contraofensiva de las fuerzas ucranianas a principios de septiembre de 2022, se informó que las fuerzas rusas estaban abandonando la ciudad pero estas informaciones resultaron ser falsas o que volvieron días después.

## Demografía
La evolución de la población de Svátove entre 1864 y 2022 fue la siguiente:
| 14 877                                                        | 20 799 | 21 455 | 23 002 | 22 628 | 21 625 | 19 495 | 19 114 | 18 241 | 17 844 | 16 905 | 16 145 |
| (Fuente: Cities & Towns of Ukraine y UKRAINE: Größere Städte) |        |        |        |        |        |        |        |        |        |        |        |

Según el censo de 2001, la mayoría de la población son ucranianos (90%) pero la ciudad cuenta también una minoría de rusos (8,6%).

## Economía
La industria de la ciudad consiste en empresas que procesan productos agrícolas, prestan servicios a la producción agrícola, la metalurgia, la industria ligera y la imprenta. En 2019 se estaba construyendo en la ciudad un complejo de recarga con un volumen de almacenamiento de 300 metros cúbicos para uso propio de la empresa Nibulon.

## Infraestructura

### Arquitectura y monumentos
Svátove conserva algunos edificios de finales del s. XIX como un antiguo edificio bancario. Además tiene un museo de historia local del distrito, que cuenta con casi 10.000 objetos. También es destacable el parque Svativski, un parque-monumento de arte de jardines y parques de importancia local en Ucrania. Otros monumentos en la ciudad son el memorial de la Segunda Guerra Mundial o a la locomotora de vapor.

### Transporte
Por Svátove pasa por la autopista H26, que luego se convierte en H21 hacia Lugansk. Además es una estación ferroviaria de carga y pasajeros en dirección Limán.

## Personas ilustres
- Hryhoriy Illyashov (1965): espía ucraniano que fue agente de la KGB y en 2010 fue nombrado jefe del Servicio de Inteligencia Exterior de Ucrania.
- Yaroslav Yampol (1990): futbolista profesional ucraniano que juega como mediocampista ofensivo en el Świt Nowy Dwór Mazovia de la III Liga de Polonia.

## Galería

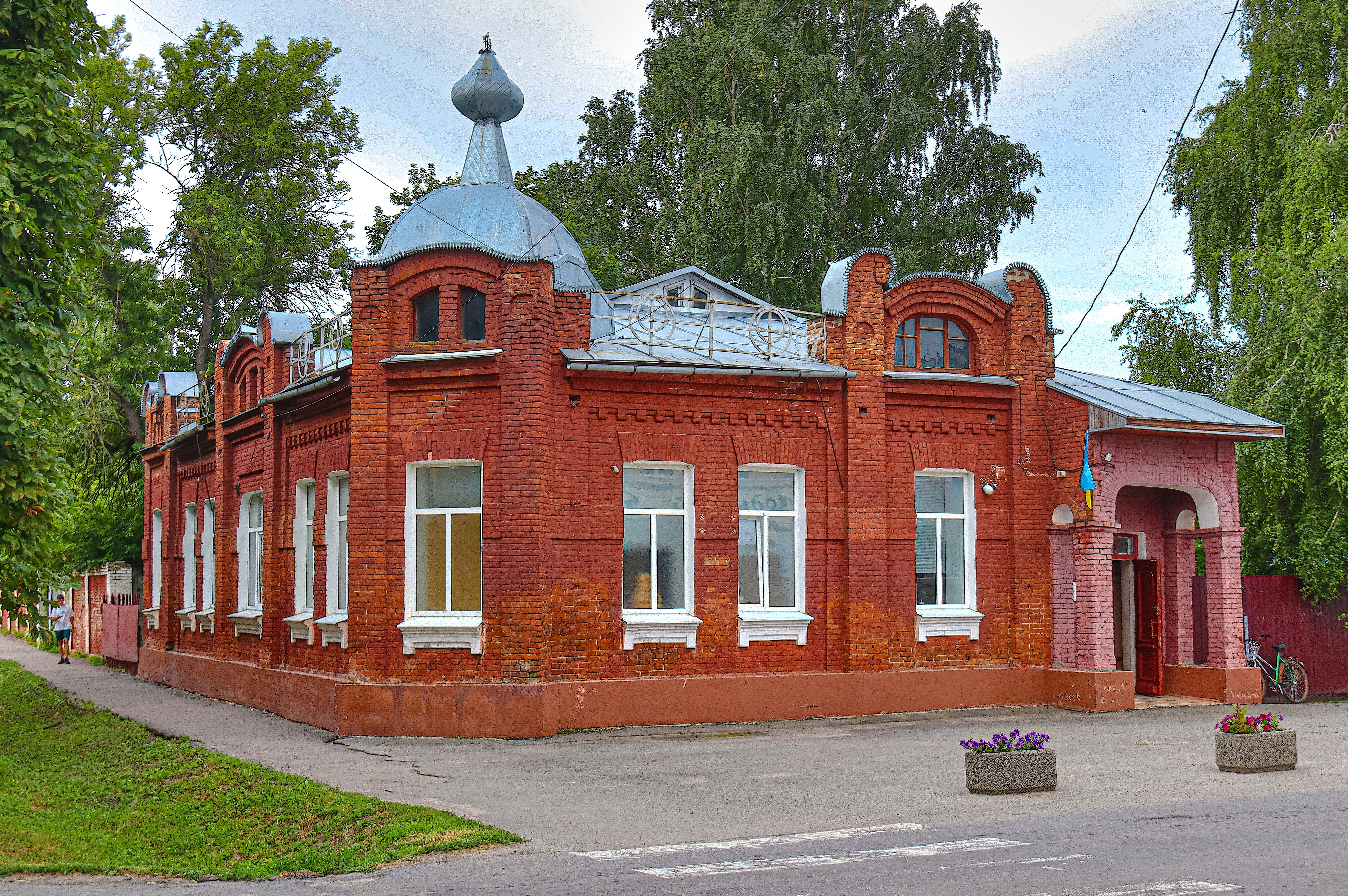
Edificio en Svátove
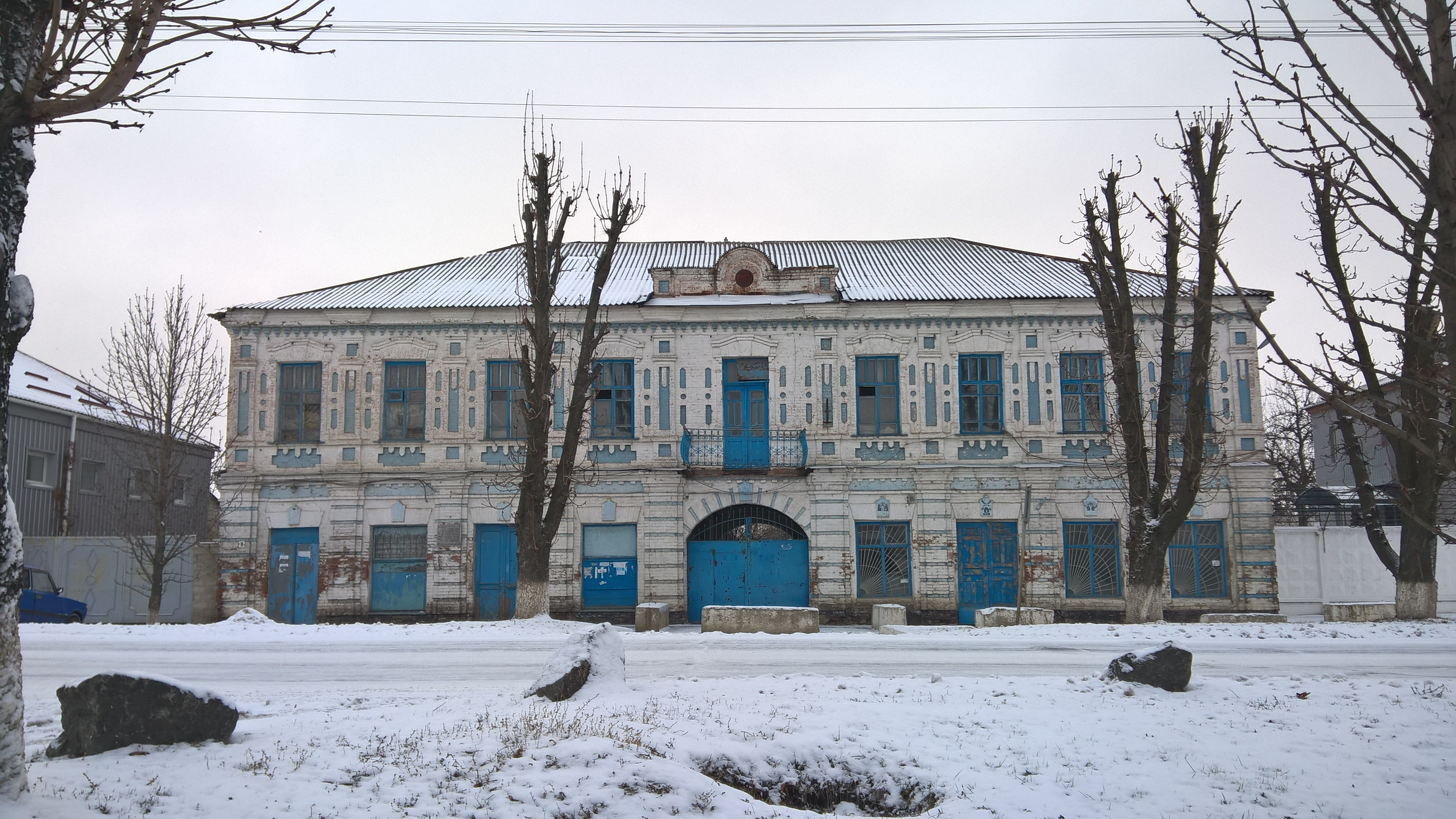
Antiguo banco local
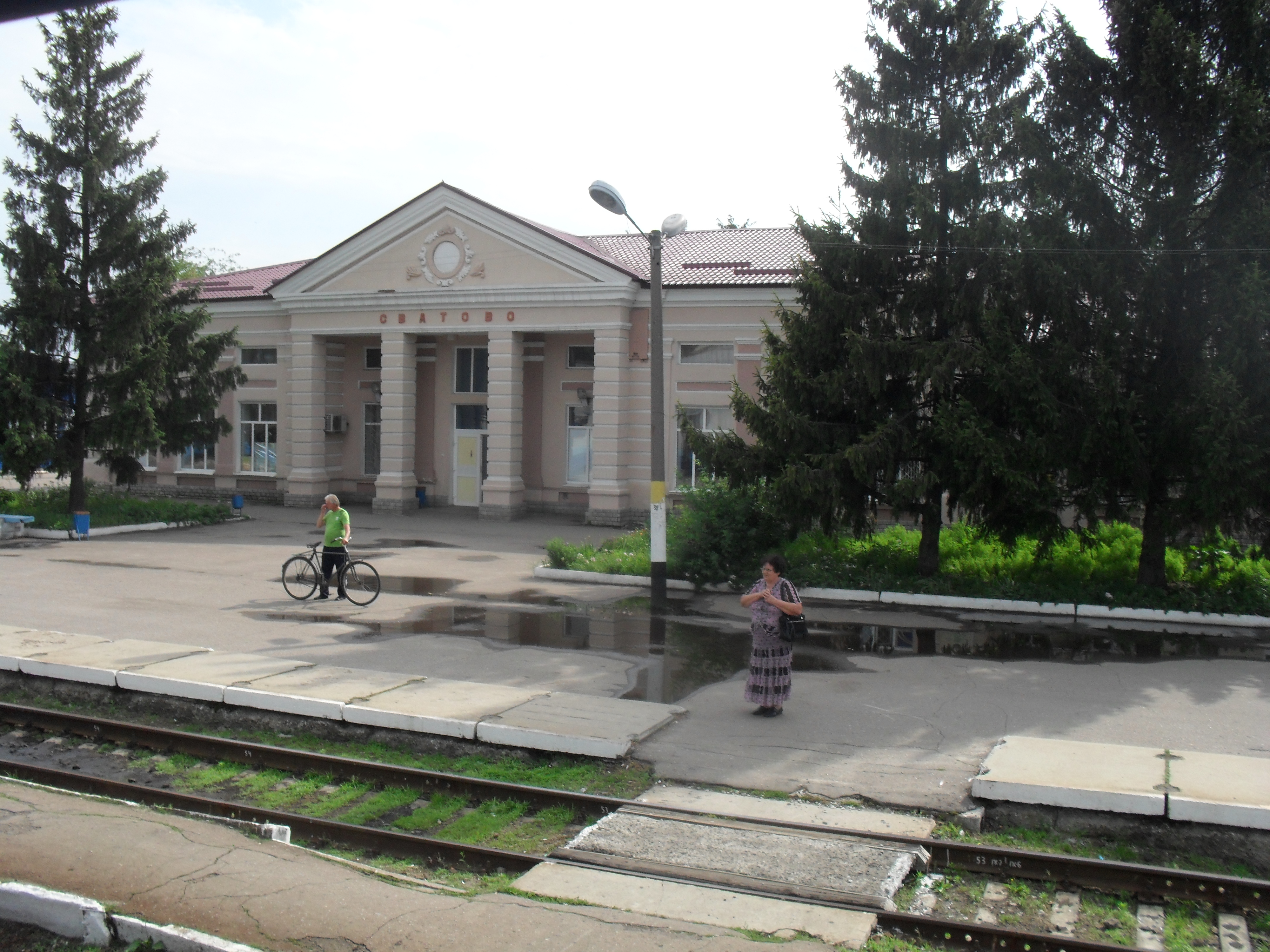
Estación de trenes
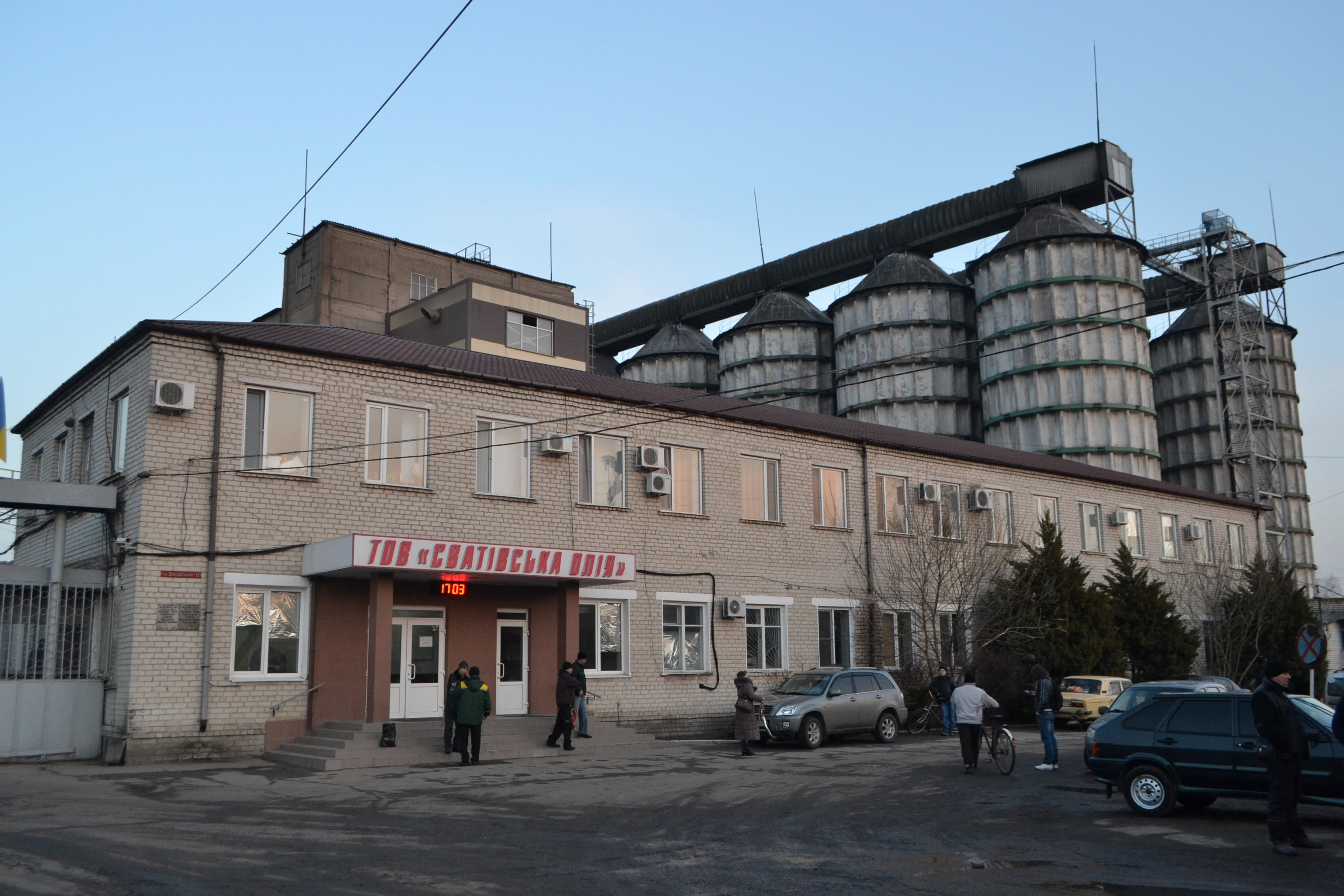
Planta de aceite

## Ciudades hermanadas
Svátove está hermanada con las siguientes ciudades:
- Plungė, Lituania.
- Busk y Kivertsi, Ucrania.[14]